# تابع بنیادی
تابع بنیادی (به انگلیسی: Basis Function) در ریاضیات یک عضو از یک پایهٔ مشخص در فضای تابعی است. هر تابع پیوسته در فضای تابعی می‌تواند به صورت یک ترکیب خطی از توابع بنیادی نمایش داده‌شود، همانطور که هر بردار در فضای برداری را می‌توان به صورت یک ترکیب خطی از بردارهای پایه نمایش داد.
در نظریه اعداد و نظریه تقریب، به توابع بنیادی به‌دلیل استفاده آن‌ها در درون‌یابی توابع ترکیبی (به انگلیسی: Blending Functions) نیز گفته می‌شود. زیرا در این زمینه، ترکیب چند تابع بنیادی ایجاد یک تابع درون‌یابی می‌کند.

## مثال‌ها

### اساس چندجمله‌ای‌ها
چندجمله‌ای‌های درجهٔ ۲ با ضرایب حقیقی، دارای مجموعه‌ای از توابع {\displaystyle \{1,t,t^{2}\}} به‌عنوان پایه هستند. هر چندجمله‌ای درجه ۲ را می‌توان به‌صورت {\displaystyle 1a+bt+ct^{2}} نوشت که در واقع از ترکیب خطی تابع‌های پایه شکل گرفته است. مجموعه زیر نیز مجموعه‌ای دیگر از توابع پایه‌ای برای چندجمله‌ای‌های درجه ۲ است که در چندجمله‌ای‌های لاگرانژ معرفی شده‌است:
{\displaystyle \{{\frac {(t-1)(t-2)}{2}},-t(t-2),{\frac {t(t-1)}{2}}\}}